# Unia Demokratyczna

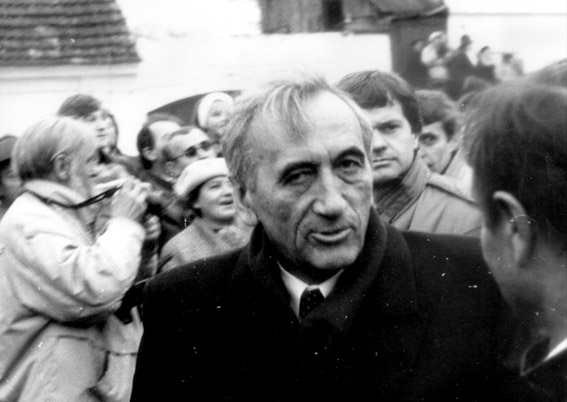
Parteivorsitzender Tadeusz Mazowiecki

Die Unia Demokratyczna (deutsch „Demokratische Union“; UD) war eine liberale Partei in Polen, die von 1991 bis 1994 bestand. Ihr Vorsitzender war Tadeusz Mazowiecki, der erste Ministerpräsident nach dem Ende der kommunistischen Herrschaft. Die Partei vertrat eine sozialliberale, auf die Stärkung von Bürgerrechten gegründete Politik in Verbindung mit einer sozialen Marktwirtschaft. Daneben orientierte sie sich an christlichen Prinzipien.

## Geschichte
Die Gewerkschaft und Oppositionsbewegung Solidarność gewann mit ihrem Bürgerkomitee die halb-freie Parlamentswahl im Juni 1989. Tadeusz Mazowiecki wurde im August erster nicht-kommunistischer Ministerpräsident. Aus den verschiedenen Flügeln von Solidarność gingen anschließend mehrere Parteien hervor. Die christlich-liberalen Unterstützer Mazowieckis – u. a. Zofia Kuratowska, Adam Michnik, Władysław Frasyniuk und Zbigniew Bujak – gründeten im Juli 1990 die Ruch Obywatelski Akcja Demokratyczna (ROAD; „Bürgerbewegung für Demokratische Aktion“). Auch die bekannten Solidarność-Aktivisten Bronisław Geremek und Jacek Kuroń schlossen sich dieser an. Bei der Präsidentschaftswahl im November 1990 schied Tadeusz Mazowiecki mit 18,1 Prozent der Stimmen schon im ersten Wahlgang aus. Anschließend trat er auch als Ministerpräsident zurück. In der im Januar 1991 gebildeten Regierung von Jan Krzysztof Bielecki (KLD) war ROAD als Juniorpartner vertreten. 
Am 12. Mai 1991 fusionierte die Bürgerbewegung für Demokratische Aktion mit dem konservativeren Forum Prawicy Demokratycznej („Forum der Demokratischen Rechten“) von Aleksander Hall zur Unia Demokratyczna. Zbigniew Bujak lehnte die Fusion jedoch ab und gründete stattdessen die Ruch Demokratyczno-Społeczny („Sozial-Demokratische Bewegung“), die 1992 in der Unia Pracy aufging.

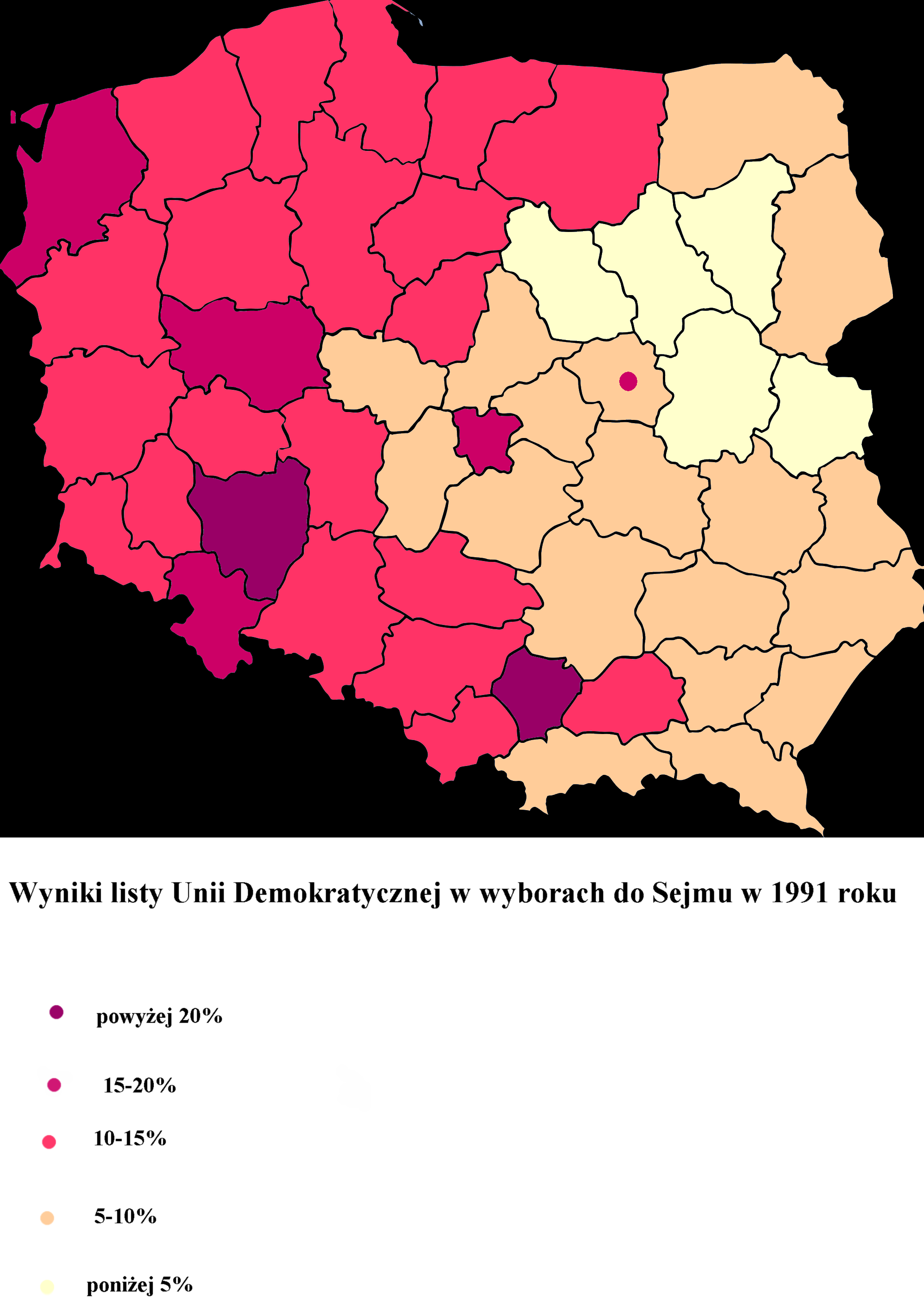
Ergebnis bei den Wahlen zum Sejm 1991

Bei den ersten freien Wahlen zum Sejm im Oktober 1991 wurde die Demokratische Union mit 12,32 % der Stimmen und 62 der 460 Sitze stärkste Fraktion im zersplitterten Parlament. Am stärksten schnitt sie im Westen und Süden des Landes ab, insbesondere in den damaligen Woiwodschaften Krakau und Breslau, wo sie auf über 20 Prozent kam. Nach der Wahl war die UD zunächst in Opposition gegen die kurzlebigen Minderheitsregierungen von Jan Olszewski und Waldemar Pawlak. 
Am 11. Juli 1992 wurde Hanna Suchocka von der UD zur Ministerpräsidentin gewählt. Sie stand bis zur vorgezogenen Neuwahl im September 1993 einer liberal-konservativen Koalitionsregierung aus sieben Parteien vor. Bei der Wahl 1993 konnte die UD die Zahl ihrer Sitze etwas vergrößern, kam aber hinter der post-kommunistischen SLD und der Bauernpartei PSL, die stark zulegten, nur auf den dritten Platz. Anschließend bildete sie die stärkste Oppositionsfraktion gegen die SLD-PSL-Regierung von Waldemar Pawlak.
Im Frühjahr 1994 fusionierte die UD mit dem Kongres Liberalno-Demokratyczny (KLD) zur Unia Wolności (UW).

## Wahlergebnisse zum Sejm
Unia Demokratyczna:
- 1991: 12,32 % (62 Sitze)
- 1993: 10,59 % (74 Sitze)